# Franck Cabot-David
Franck Cabot-David né le 30 juillet 1952 est un acteur français. Il est également crédité sous le nom Franck David ou Frank David.
D'abord enfant acteur, il intègre ensuite l'École nationale supérieure des arts et techniques du théâtre (ENSATT) et Conservatoire national supérieur d'art dramatique dans la classe d'Antoine Vitez et Pierre Debauche.

## Filmographie

### Cinéma

#### Longs métrages
- 1964 : L'Âge ingrat de Gilles Grangier : Henri Lartigue (crédité « Franck David »)
- 1974 : Les murs ont des oreilles de Jean Girault : Christophe (crédité « Frank David »)
- 1976 : L'Année sainte de Jean Girault : un passager de l'avion (crédité « Franck David »)
- 1979 : Les Givrés d'Alain Jaspard : Franck (crédité « Frank David »)
- 1980 : L'Avare de Jean Girault et Louis de Funès : Cléante (crédité « Frank David »)
- 1982 : Le Bourgeois gentilhomme de Roger Coggio : Cléonte (crédité « Frank David »)
- 1982 : Les Misérables de Robert Hossein : Marius (crédité « Frank David »)
- 1988 : Bernadette de Jean Delannoy : le receveur d'Estrade (crédité « Franck David »)
- 2013 : L'Engagement 1.0 de Stéphane Guénin : le commissaire David

#### Courts métrages
- 1971 : Proyecto A de Raúl Peña (crédité « Frank David »)
- 1975 : Pauvre Sonia de Dominique Maillet (crédité « Franck David »)
- 1985 : Le hasard mène le jeu de Pierre Chenal : un motard (crédité « Frank David »)

### Télévision
- 1965 : Merlusse, téléfilm de Georges Folgoas : Villepontoux (crédité « Franck David »)
- 1965 : 22, avenue de la Victoire (mini-série) : le fils de Fernande et Bertrand (crédité « Franck David »)
- 1969 : En votre âme et conscience, épisode L'affaire Fieschi (crédité « Franck David »)
- 1974 : Valérie, feuilleton télévisé de François Dupont-Midi : Victor (crédité « Franck David »)
- 1976 :  Bonjour Paris, feuilleton de Joseph Drimal : Gilles Lalande (crédité « Frank David »)
- 1976 : Le Gentleman des Antipodes, téléfilm de Boramy Tioulong : Aurouet (l'ange) (crédité « Franck David »)
- 1977 : La Famille Cigale, série télévisée de Jean Pignol : Jean-Christophe Damien-Lacour (crédité « Franck David »)
- 1978 : Les Hommes de Rose, feuilleton télévisé de Maurice Cloche : Albert (crédité « Frank David »)
- 1978 : Brigade des mineurs, série télévisée de André Flédérick, épisode Play-back et tais-toi : Gilles (crédité « Frank David »)
- 1978 : L'Avare de Jean Pignol : Cléante (crédité « Frank David »)
- 1978 : Histoire du chevalier Des Grieux et de Manon Lescaut, mini-série télévisée de Jean Delannoy : Des Grieux (crédité « Franck David »)
- 1980 : L'Été indien, téléfilm de Jean Delannoy : Christian (crédité « Frank David »)
- 1980 : Cinéma 16, série télévisée de Alain Boudet, épisode Notre bien chère disparue : Steff (crédité « Frank David »)
- 1980 : Un pas dans la forêt, téléfilm de Claude Mourthé : Vincent (crédité « Franck David »)
- 1981 : Frère Martin, téléfilm en deux parties de Jean Delannoy : Bernard (crédité « Frank David »)
- 1981 : Caméra une première, série télévisée de Bernard Saint-Jacques, épisode Le porte-clefs : Lanier (crédité « Frank David »)
- 1982 : Les Amours des années grises, série télévisée d'Agnès Delarive, épisode La farandole : Michel (crédité « Frank David »)
- 1982 : Allô oui ? J'écoute! de Jean Pignol : Bernard (crédité « Frank David »)
- 1983 : Les Amours romantiques, série télévisée d'Agnès Delarive, épisode La dame aux camélias (crédité « Frank David »)
- 1984 : Un grand avocat, téléfilm de Jean-Marie Coldefy (crédité « Franck David »)
- 1984 : Des grives aux loups, série télévisée. D’après les romans de Claude Michelet : Jacques Vialhe.
- 1985 : Néo Polar, série télévisée de Patrick Jamain, épisode Salut ma puce (crédité « Franck David »)
- 2014 : Petits secrets entre voisins, épisode Le pot de colle : Jean (crédité « Franck David »)

#### Au théâtre ce soir
- 1973 : Le Médecin malgré lui de Molière, réalisation de Georges Folgoas : Léandre (crédité « Franck David »)
- 1973 : Lidoire & Les Gaîtés de l'escadron de Georges Courteline, réalisation de Georges Folgoas : Marabout (crédité « Franck David »)
- 1977 : Les Choutes de Pierre Barillet et Jean-Pierre Gredy, réalisation de Pierre Sabbagh : Benoît (crédité « Frank David »)

### Producteur
- 2003 : L'Esquive d'Abdellatif Kechiche
- 2004 : La Tresse d'Aminata de Dominique Baron (téléfilm)
- 2004 : Madame Édouard de Nadine Monfils
- 2004 : Trois petites filles de Jean-Loup Hubert
- 2008 : Fool Moon de Jérôme L'Hotsky
- 2013 : L'Engagement 1.0 de Stéphane Guénin